# 布拉希尔陨击坑
布拉希尔陨击坑(Brashear)是火星陶玛西亚区的一座撞击坑，其中心坐标位于南纬54.14度、西经119.03度，直径77.45公里，它的名称取自美国天文学家约翰·阿尔弗雷德·布拉希尔博士（1840年-1920年）1973年被国际天文学联合会批准接受。

## 图集

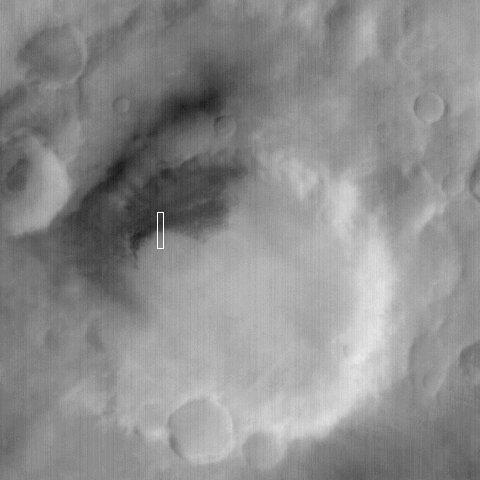
火星全球探勘者号背景照片，方框区显示了下一幅图像的位置。
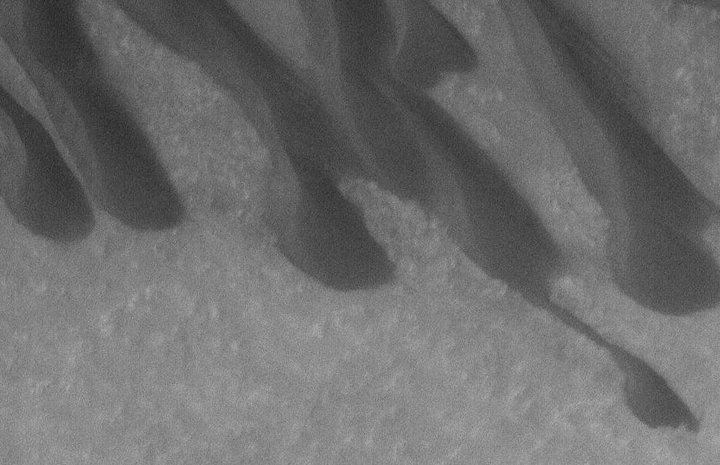
上一照片中部分区域的火星全球探勘者号图像，这些黑斑被确定为是沙丘。根据火星轨道器相机公共目标计划，由火星全球探勘者号拍摄。
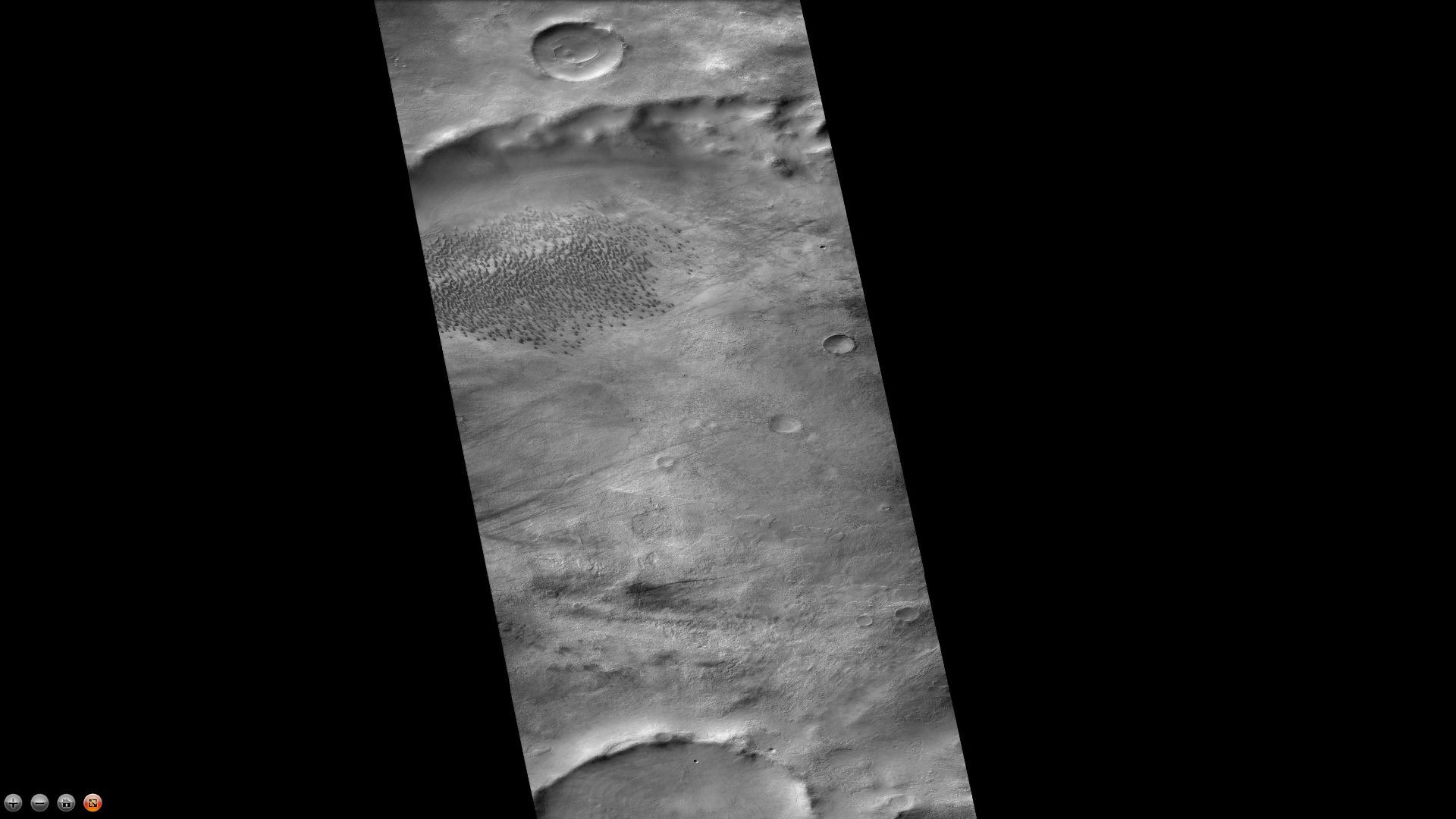
背景相机显示的布拉希尔陨击坑
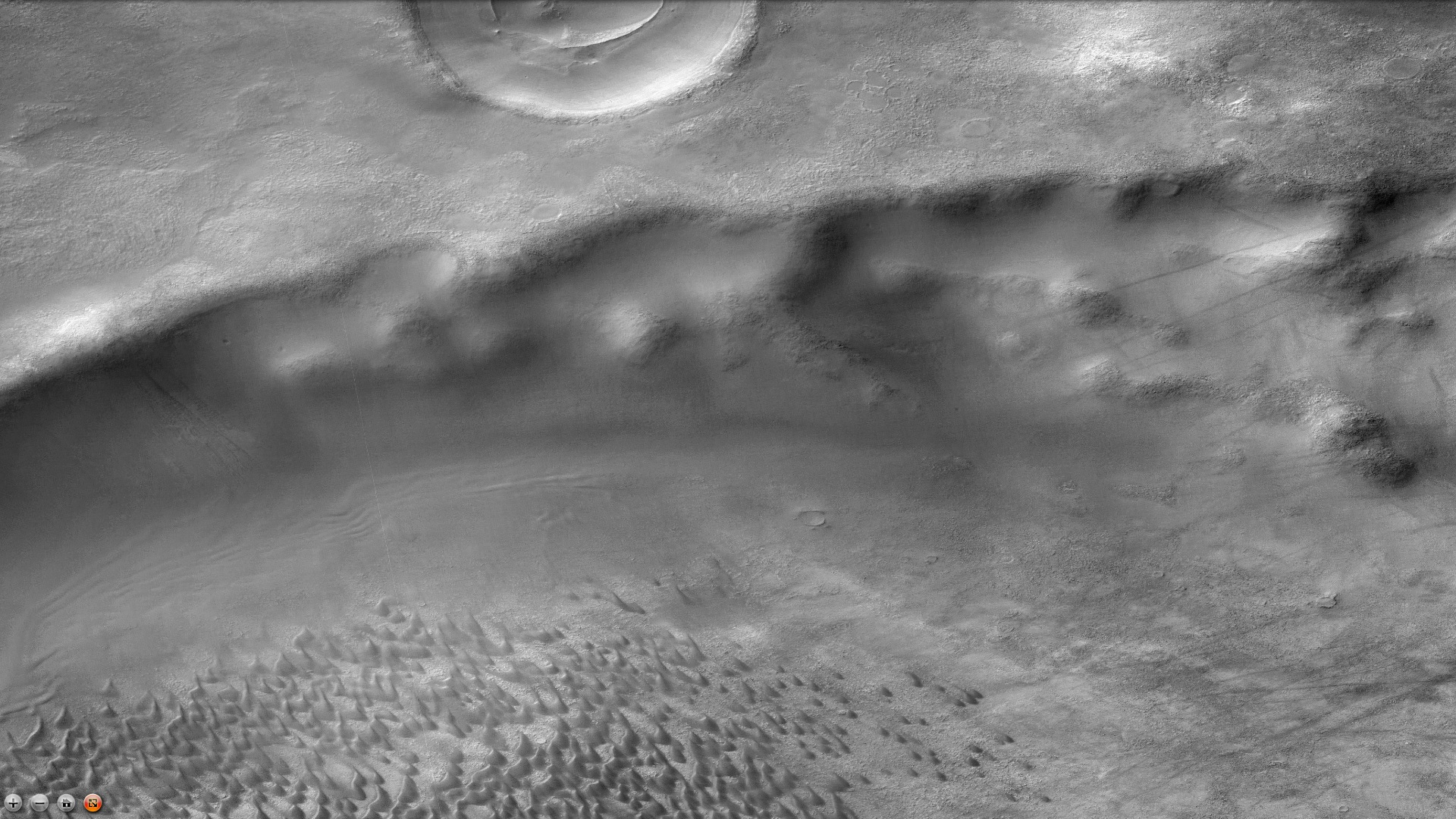
布拉希尔陨击坑内的沙丘，这是由背景相机拍摄的陨石坑特写照片。
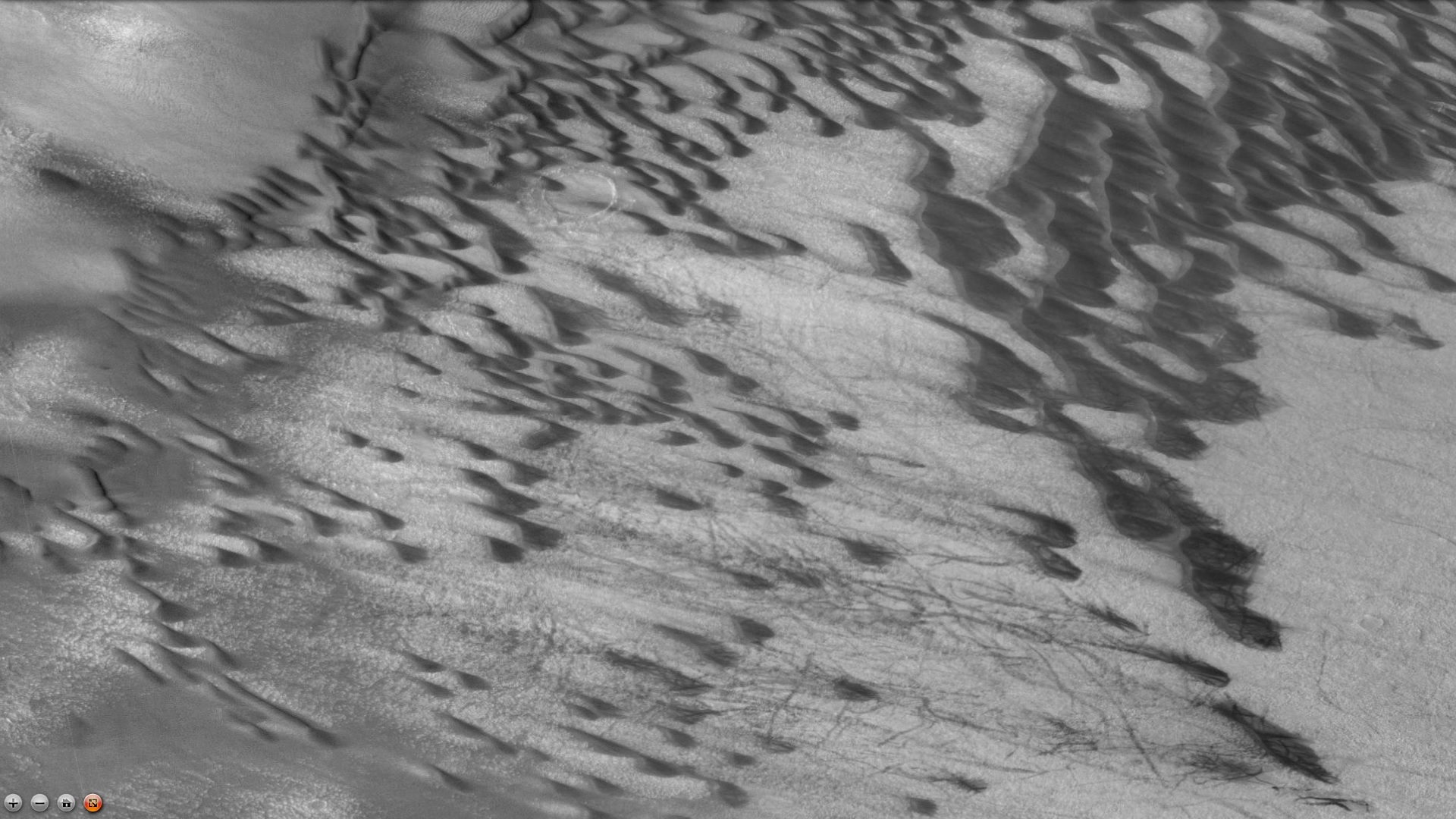
背景相机观测到的2014年末沙尘暴后的布拉希尔陨击坑沙丘和尘暴痕迹。

## 另请查看
- 火星撞击坑